# نودال گریگ
نودال گریگ (انگلیسی: Nordahl Grieg؛ زاده ۱ نوامبر ۱۹۰۲ درگذشته ۲ دسامبر ۱۹۴۳) یک رمان‌نویس، شاعر، نمایشنامه نویس و فعال سیاسی کمونیست اهل نروژ بود.